# 霍薩冰原島峰
68°56′S 70°18′W / 68.933°S 70.300°W
霍薩冰原島峰（英語：Horsa Nunataks）是南極洲的山峰，位於亞歷山大一世島東北部，處於加萊山以北26公里，海拔高度超過610米，現時由南極條約體系管理。